# Batallas de Negba
Las batallas de Negba fueron una serie de enfrentamientos militares entre las Fuerzas de Defensa de Israel y el ejército egipcio en la guerra de la Independencia de Israel, en 1948. Negba, un kibutz fundado en 1939, tenía una posición estratégica, punto de observación de la carretera Majdal-Bayt Jibrin, y fue blanco de dos ataques egipcios importantes en junio y julio de 1948.
El 2 de junio, los egipcios atacaron desde el sur con un batallón reforzado con blindados, artillería y aviones, y fueron rechazados por 140 defensores, que fueron asistidos por las fuerzas motorizadas de la brigada Néguev. El segundo ataque tuvo lugar el 12 de julio, cuando los egipcios organizaron ataques de desvío en posiciones cercanas y rodearon Negba desde todos los ángulos, de nuevo con un batallón reforzado. Este ataque también fue dispersado, y Negba permaneció en manos israelíes, sirviendo como una base avanzada para los ataques contra las fuerzas egipcias hasta la Operación Yoav.

## Antecedentes

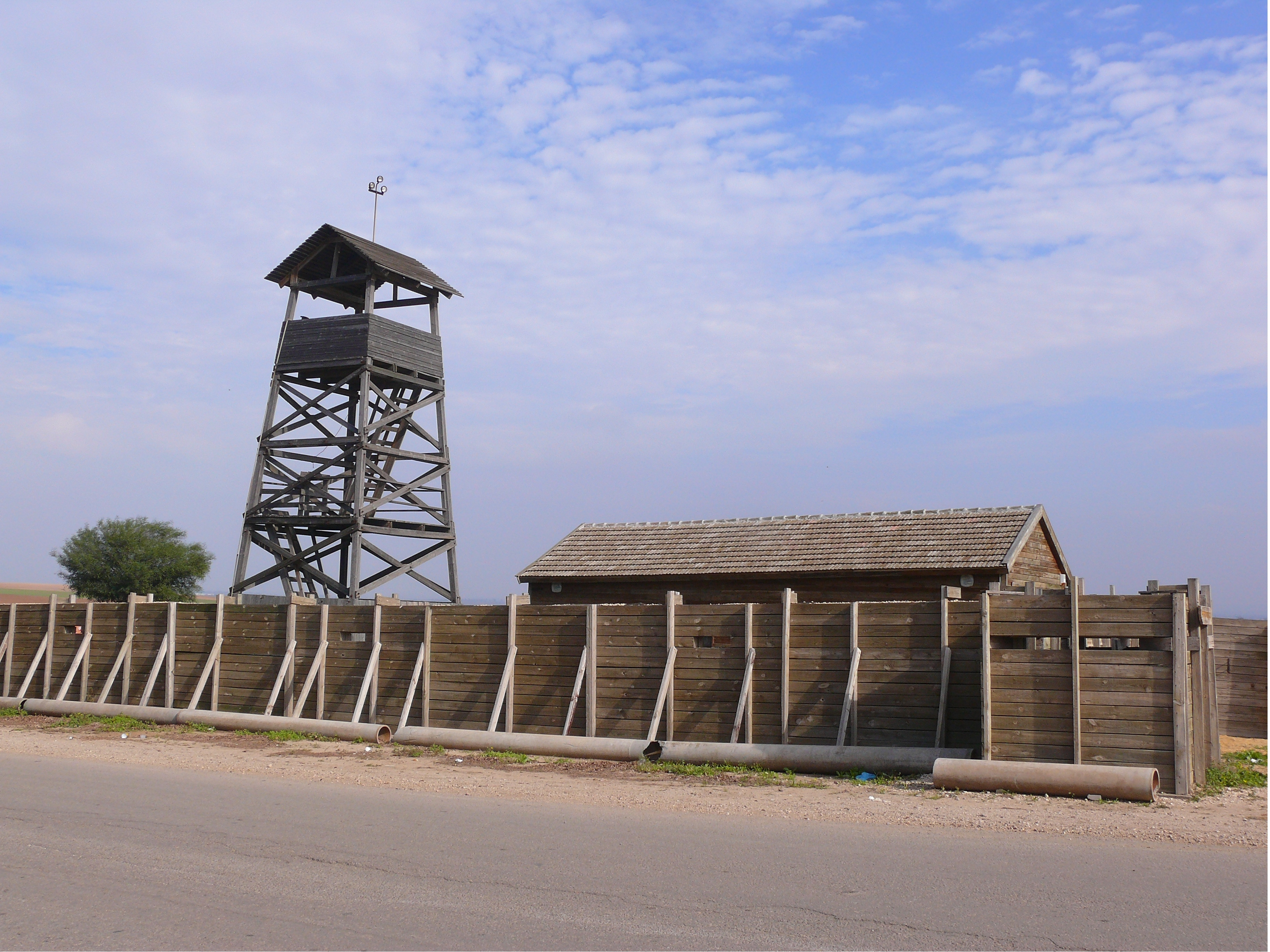
«Torre y empalizado» de Negba.

El kibutz Negba fue fundado en 1939 como una torre y asentamiento empalizado, el primer asentamiento judío moderno duradera en el desierto del Néguev. Al comienzo de la segunda etapa de la guerra árabe-israelí de 1948, Negba era el pueblo más meridional de la masa principal de terreno controlada por Israel, y no estaba aislado como los cercanos Nitzanim, Kfar Darom y los asentamientos al norte del Néguev, fundados principalmente como parte del plan de los 11 puntos en el Néguev.
El ejército egipcio invadió Israel el 15 de mayo, después de su declaración de independencia del día anterior. Su fuerza principal se movió a través de la carretera de la costa, y entabló una batalla en Kfar Darom el 15 de mayo, y en Yad Mordejai el 19-24 de mayo. La columna llegó a Majdal el 14 de mayo. Desde allí, las fuerzas fueron enviadas al norte de Isdud, llegando el 29 de mayo, y a Bayt Jibrin a través de Faluya el 1 de junio; cortando una cuña entre el norte del Néguev, controlado por Israel, y el resto del país. Finalmente, desconectaron el Néguev tras tomar posiciones en la carretera Majdal-Bayt Jibrin durante la primera tregua de la guerra (11 de junio-8 de julio).
Negba se encuentra en una zona rodeada por una serie de colinas, sobre todo el fuerte de policía en Irak Suwaydan, a unos 1.7 km al sur. El kibutz era adyacente a una serie de otras posiciones estratégicas, incluyendo «The Junction», el cruce de las carreteras Majdal-Bayt Jibrin y Kawkaba-Julius. Su defensa fue organizada en 13 posiciones en el perímetro, conectadas por trincheras de comunicación, con la puerta principal al norte y el cuartel general al centro. Refugios subterráneos se extendieron a través de todo el pueblo. Una carretera pasaba de norte a sur en el kibutz, pero los israelíes dejaron únicamente el acceso norte abierto, que también estaba cerca de un campo de aterrizaje de aviones.

## Las primeras escaramuzas y batallas del 2 de junio

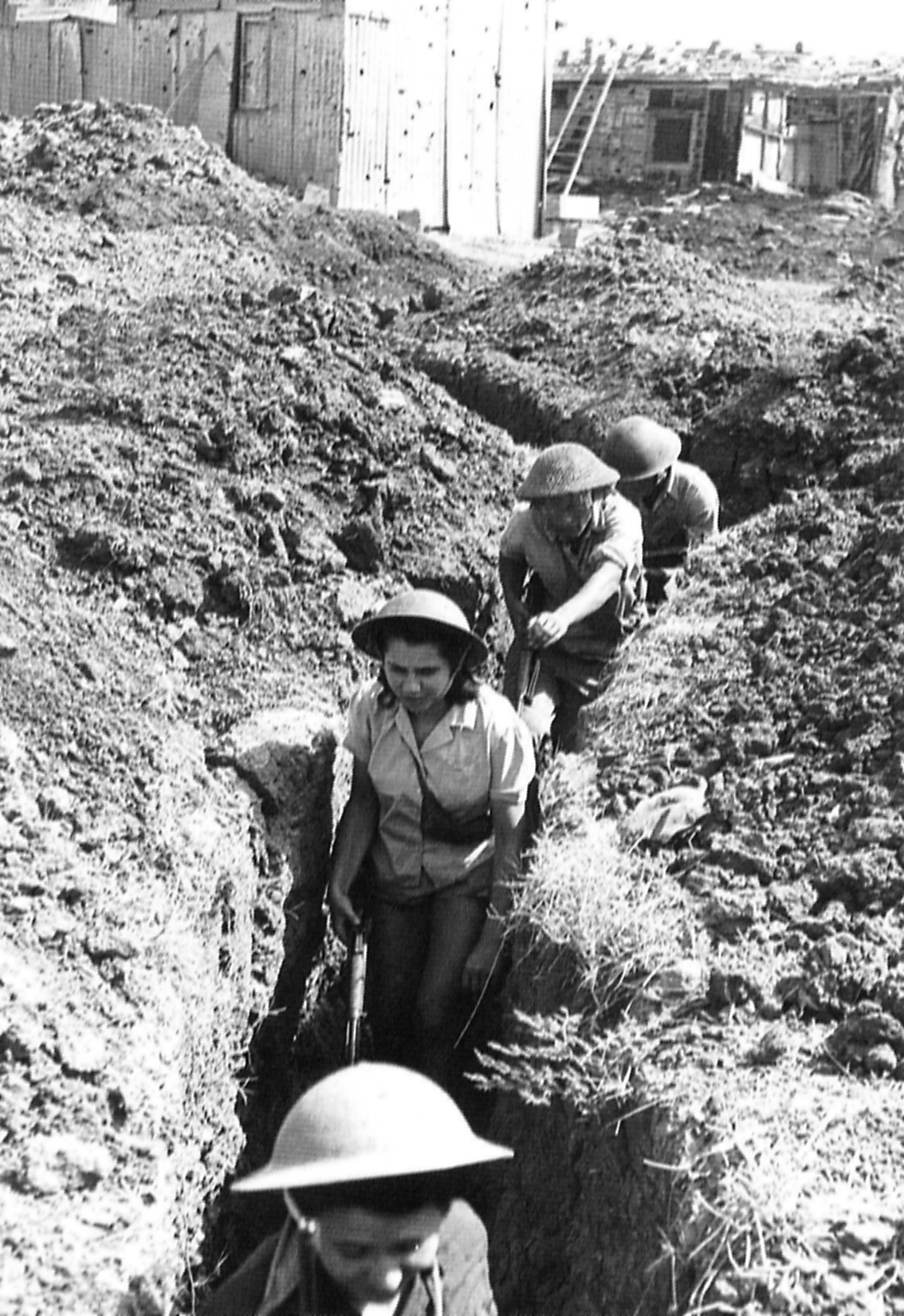
Soldados israelíes en Negba.

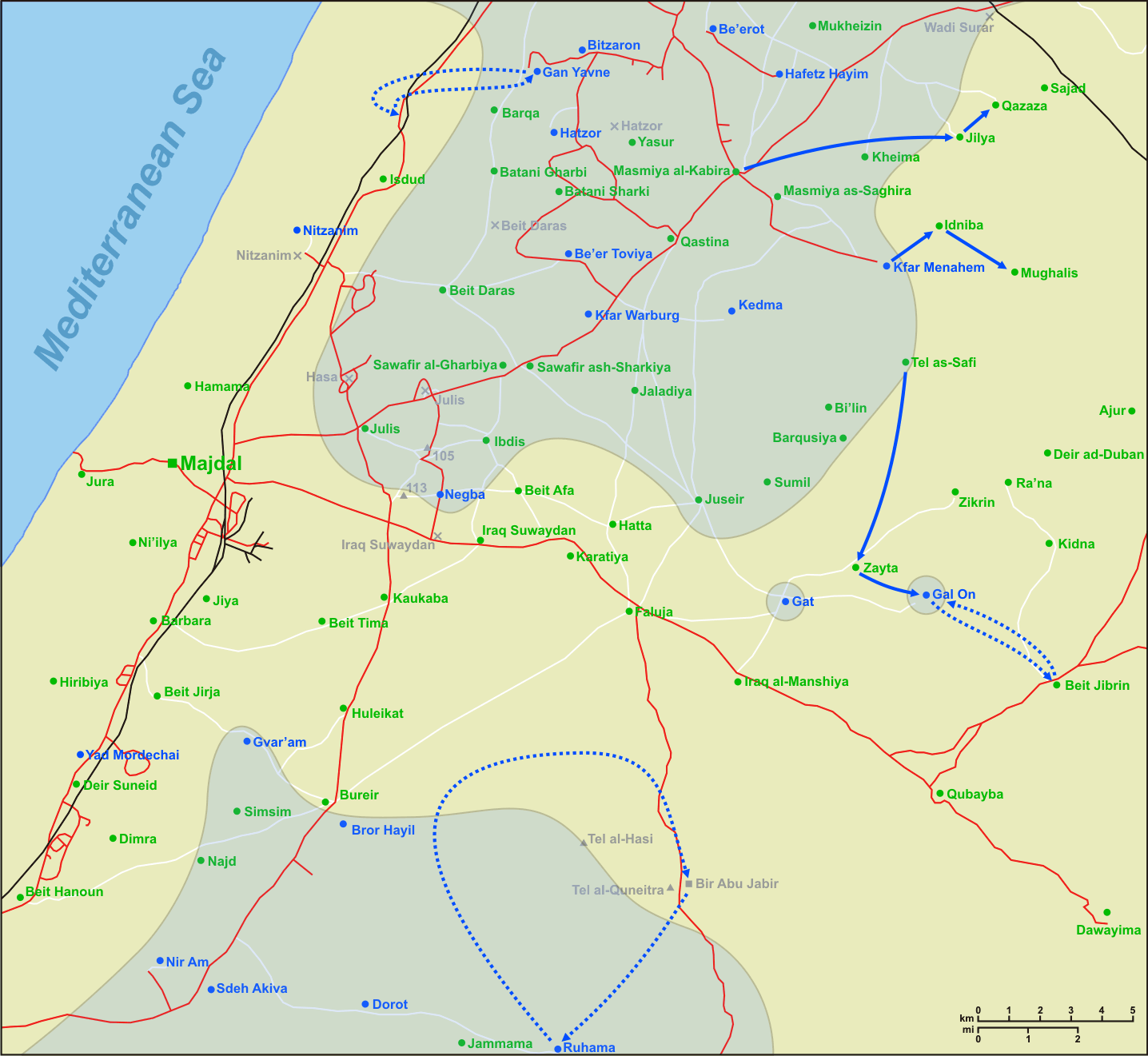
Zonas bajo control israelí para el 16 de mayo de 1948.

El 12 de mayo de 1948, incluso antes de la invasión egipcia, unidades de voluntarios egipcios tomaron el control de fuerte de policía de Irak Suwaydan tras la retirada británica. Israel hizo dos intentos para capturarlo (ese mismo día y el 18-19 de mayo), pero ambos fallaron. El 21 de mayo, una unidad motorizada egipcia hizo una incursión disuasiva en Negba. Ello estuvo acompañado por el bombardeo aéreo, que mató al comandante regional israelí, Yitzhak «Yoav» Dubno, quien estaba tratando de derribar aviones. La Operación Yoav fue nombrada en su honor, al igual que el fuerte de policía de Irak Suwaydan, tras su captura por parte de Israel. Los egipcios continuaron hostigando Negba los siguientes días, y la brigada Guivati decidió enviar dos pelotones de su 53.º Batallón, así como morteros, como refuerzos. Las fuerzas de la brigada también ocuparon Julis (27-28 de mayo) con el fin de controlar una posición desde la cual se podrían proporcionar más refuerzos a Negba.
En el día del ataque egipcio del 2 de junio, las fuerzas israelíes en Negba sumaban alrededor de 70 soldados de la Brigada Guivati y 70 residentes del pueblo (entre ellos 10 mujeres). Tenían un total de 80 fusiles, 200 granadas de mano, 500 cócteles molotov, 20 metralletas, 8 ametralladoras, 3 morteros de dos pulgadas, 2 morteros de tres pulgadas y un PIAT. Las fuerzas egipcias consistían en el 1.er Batallón de Infantería, complementado por una compañía de tanques, una compañía de vehículos blindados y tres baterías de artillería de campo (uno de 3.7 pulgadas y dos de 25 libras). Planearon rodear el kibutz y atacar desde todas las direcciones.
Las fuerzas egipcias comenzaron el ataque con una descarga de artillería en la noche del 1-2 de junio. Su columna entonces se movió hacia el este en la carretera Majdal-Bayt Jibrin, atacando Negba desde el sur en tres frentes blindados. Las posiciones de ametralladora egipcias proporcionan fuego de cobertura desde Bayt 'Affa e 'Ibdis en el este y noreste, respectivamente. En total, siete tanques y 12 vehículos blindados estaban a 100 m del perímetro suroeste de la localidad (posiciones 6-8), aproximadamente las 07:00 horas del 2 de junio. Uno de los frentes alcanzó la posición 6, que fue completamente destruida, pero se retiraron bajo un intenso fuego desde la posición 7. Los otros dos se encontraron con minas terrestres. Al mismo tiempo, la infantería egipcia con apoyo blindado y aéreo atacó desde el noreste, pero fue repelida.
Shimon Avidan, el comandante de la brigada Guivati, utiliza las fuerzas de la Brigada Néguev bajo su mando (destinadas originalmente para la operación Pleshet) para ayudar Negba. Una unidad jeep del Batallón Bestias del Néguev fue enviada al oeste del kibutz para hostigar el flanco egipcio. Al mismo tiempo, un cañón israelí de 25 libras estacionado en Kfar Warburg abrió fuego contra la fortaleza de Irak Suwaydan. A las 11:00 horas, las fuerzas egipcias decidieron retirarse bajo una cortina de humo. Negba sufrió 8 muertos y 11 heridos, mientras que las pérdidas egipcias fueron estimados por Israel en 100 muertos y heridos.

## Batalla del 12 de julio

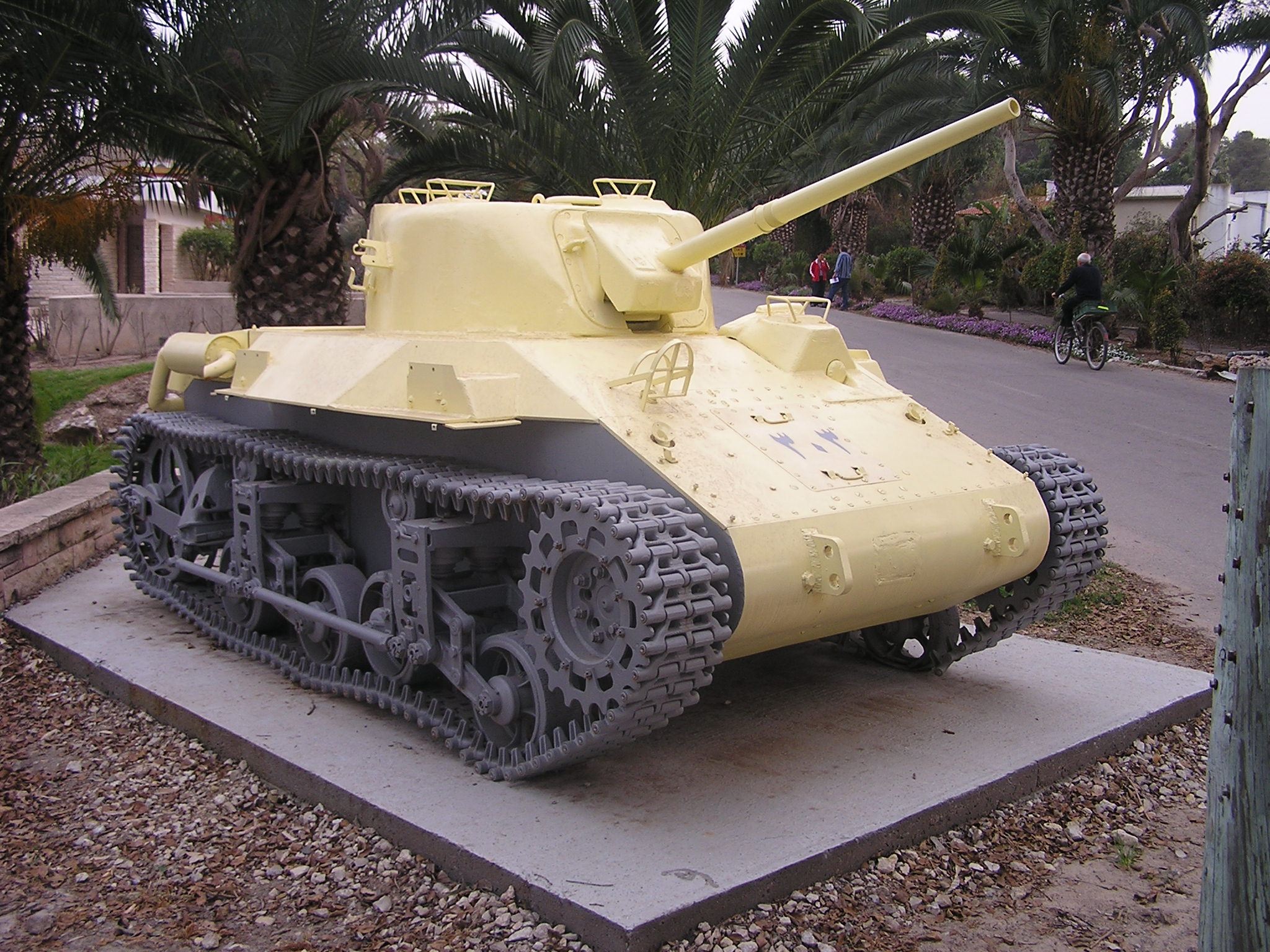
Tanque egipcio M22 Locust capturado, dado mediante un compromiso a Negba en 1953, conservado en el kibutz.

El segundo ataque egipcio sobre Negba constituyó el pináculo de su esfuerzo durante las batallas de los diez días, el período entre la primera y segunda tregua de la guerra. Los egipcios asignaron una brigada reforzada (la 4.ª) a la tarea, parte de la cual (2.º y 6.º Batallón) llevaron a cabo operaciones de distracción en 'Ibdis y Julius. La composición de la fuerza utilizada para atacar Negba en sí era similar a la del intento anterior: un batallón de infantería, con la asistencia de una compañía de tanques y una compañía de vehículos blindados, complementado por la artillería y el apoyo aéreo. El batallón de infantería era el 9.º, comandado por Saad al-Din Rahmani, que había visto el éxito en la batalla de Nitzanim y la colina 69.
A diferencia de la anterior batalla, los egipcios hicieron bien en sus planes para rodear el pueblo, con el fin de evitar una intervención israelí exterior. A las 06:00 horas, Negba fue rodeada y las fuerzas estaban dispuestas a entrar. Una andanada de artillería desde la posición inicial circundante (Bayt 'Affa, colina 113 al oeste y la colina 105 al norte) comenzó a las 07:00 horas, con una esfuerzo más concentrado a las 08:45 horas, y un ataque aéreo a las 08:00 horas. A las 11:00 horas, las fuerzas blindadas y de infantería comenzaron a moverse contra el pueblo desde tres direcciones (al oeste, sur, este).
Los ataques simultáneos egipcios estaban mal coordinados, no obstante, y la infantería y los blindados no trabajaban bien juntos. Los defensores de Negba resistieron, aunque el esfuerzo inicial alcanzó una distancia de 50 m del perímetro. Los egipcios se reagruparon a las 16:00 horas e intentaron un último ataque desde el norte. Fracasaron, y se retiraron a las 18:00 horas, dejando tras de sí un tanque (un Fiat M13/40) y cuatro transportes Bren. Israel estima las pérdidas egipcias en 300 muertos y heridos. Las bajas israelíes fueron 5 muertos y 16 heridos.
El mencionado tanque M13/40 que fue abandonado por su tripulación durante la batalla fue objeto de una escaramuza y una controversia. Por la noche después de su retirada, las fuerzas egipcias trataron de llevarlo a sus propias líneas, pero un zapador israelí había logrado minar los alrededores del tanque. Varios días después, un técnico de tanques de las FDI ayudó a rescatar el tanque y lo tomó para repararlo y reutilizarlo. Los residentes de Negba exigieron un tanque alternativo como trofeo de guerra, y cinco años más tarde se les concedió un M22 Locust. A pesar de que carecía de un cañón, fue adscrito en el Cuerpo de Blindados, y el tanque ha permanecido en Negba desde entonces.

## Consecuencias

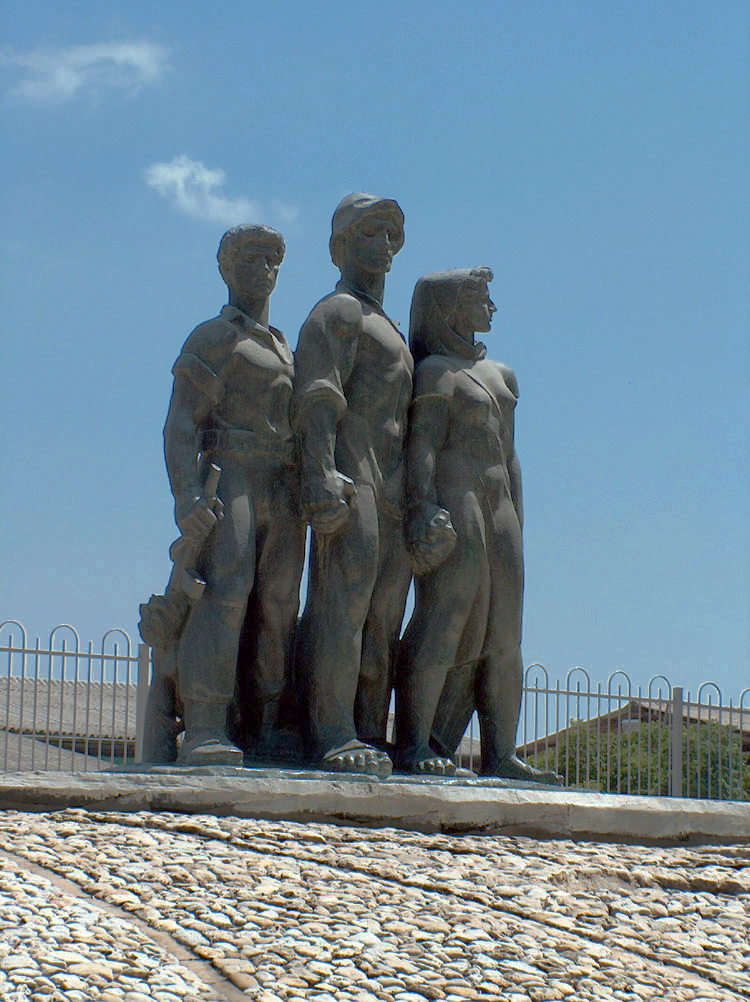
El monumento en Negba.

Después del 12 de julio, los egipcios no atacaron Negba de nuevo, pero hizo un intento de rodearla enviando una compañía sudanesa para capturar la colina 105, en el norte. Israel utilizó posteriormente Negba como base para futuras operaciones en un intento de atravesar las líneas egipcias y establecer vínculos con el enclave israelí en el norte del Néguev. Algunas de las áreas del entorno inmediato de Negba fueron capturadas en los días posteriores a la segunda batalla, durante la operación An-Far. Después de las batallas en la noche del 12-13 de julio, Guivati informó que tenía el control de la colina 105, a las 00:30 horas del 14 de julio. Sin embargo, la operación Muerte al Invasor (16-19 de julio) falló en tomar Bayt 'Affa, Irak Suwaydan y la colina 113. Estas áreas fueron capturadas el 16-17 de octubre (Colina 113) y el 9-11 de noviembre (Bayt 'Affa, Irak Suwaydan) durante la operación Yoav.
Ambos soportes exitosos de Negba tuvieron un valor simbólico importante en Israel, especialmente entre la clase obrera de los asentamientos. El comandante de las fuerzas egipcias en Palestina, Ahmed Ali al-Mwawi, despidió a Muhammad Naguib (comandante de la 4.ª Brigada) tras la derrota. Naguib llevaría más adelante el golpe militar contra el gobierno egipcio. Esta batalla es considerada como el punto de inflexión en el frente sur durante el periodo comprendido entre la primera y segunda tregua de la guerra. El oficial de cultura de la Brigada Guivati, Abba Kovner, comparó la defensa con la batalla de Stalingrado, refiriéndose al kibutz como Negbagrado.
Un monumento para conmemorar a los israelíes caídos, del escultor Nathan Rapoport, fue erigido en el cementerio militar en el pueblo, a petición de Israel Barzilai. La escultura representa a un granjero y una muchacha enfermera (los padres), y a su hijo, un soldado. El monumento está hecho de bronce y es de 4 m de altura. Simboliza una voluntad para la defensa, el trabajo hacia un futuro mejor, y el desabastecimiento de las FDI, que se muestra por el hecho de que el soldado no lleva un casco. Después del tratado de paz de 1979 entre Egipto e Israel, los egipcios solicitaron colocar un monumento para sus propios caídos en Negba también. Debido a la oposición local, el monumento fue colocado en las inmediaciones de Sde Yoav.